# Rhyacophila joani
Rhyacophila joani là một loài Trichoptera trong họ Rhyacophilidae. Chúng phân bố ở miền Cổ bắc.